# John Sheahan

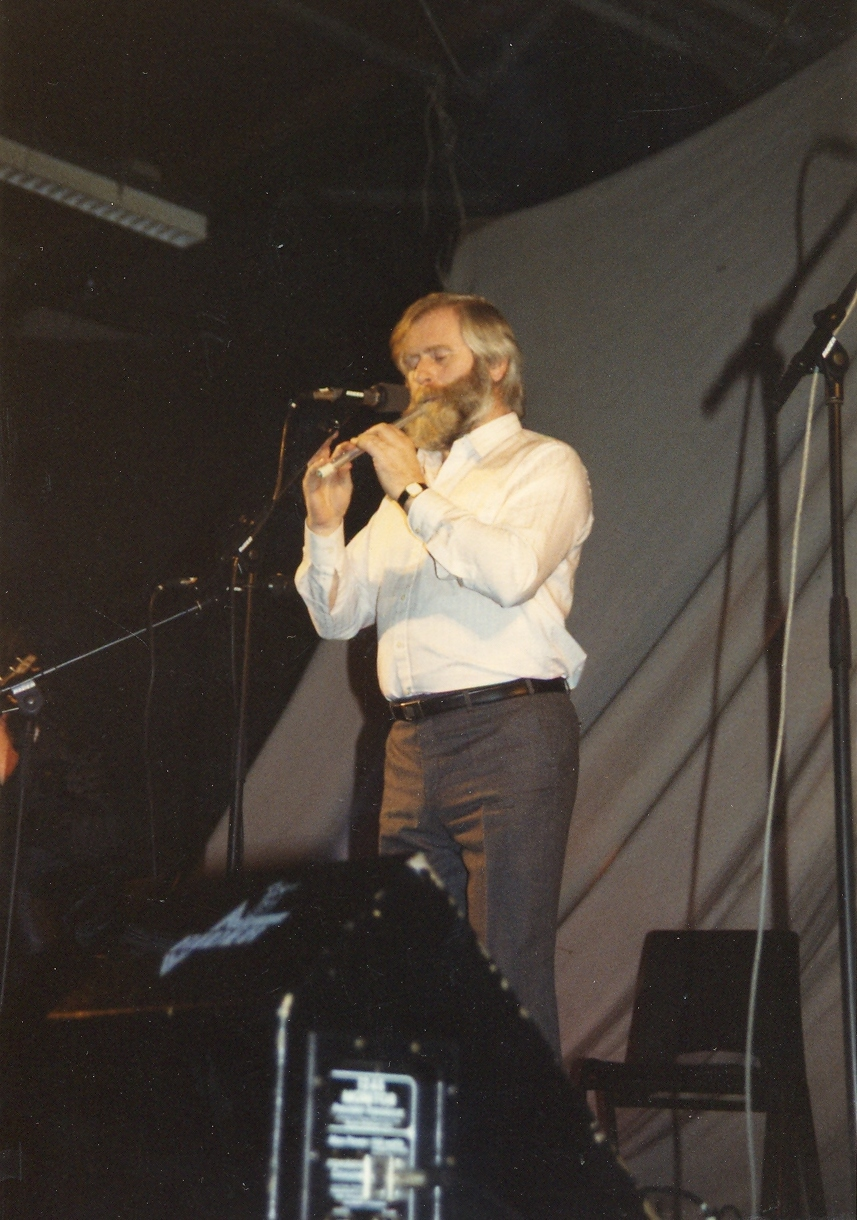
John Sheahan 2006 bei einem Dubliners-Konzert in Eindhoven

John Sheahan (* 19. Mai 1939 in Dublin) ist ein irischer Folkmusiker. Er spielt Geige, Mandoline, Tin Whistle, Konzertina und Gitarre.

## Leben
John Sheahans Vater war bei der Garda Síochána (irische Polizei) in Dublin stationiert. Er besuchte die „Christian Brothers“ Schule in Marino, wo er seine erste musikalische Ausbildung erhielt und das Spielen der Tin Whistle erlernte.
Von 1964 bis 2012 war Sheahan ununterbrochen Mitglied der Dubliners, die nach dem Tod des letzten Gründungsmitglieds Barney McKenna am 31. Dezember 2012 ihr letztes Konzert gaben. Zudem beschäftigte er sich auch mit anderen Musikrichtungen, beispielsweise dem Jazz oder der Klassik. Sheahan komponierte einige Lieder für die Dubliners, so zählt „Marino Waltz“ zu seinen bekanntesten Stücken, seit es im irischen Fernsehen auch kommerziell genutzt wurde.
Sheahan war neben den Werken mit den Dubliners an weiteren Alben beteiligt, so beispielsweise mit dem Lied „The Parting Glass“ auf dem Album Various – Music Of Ireland: Welcome Home.

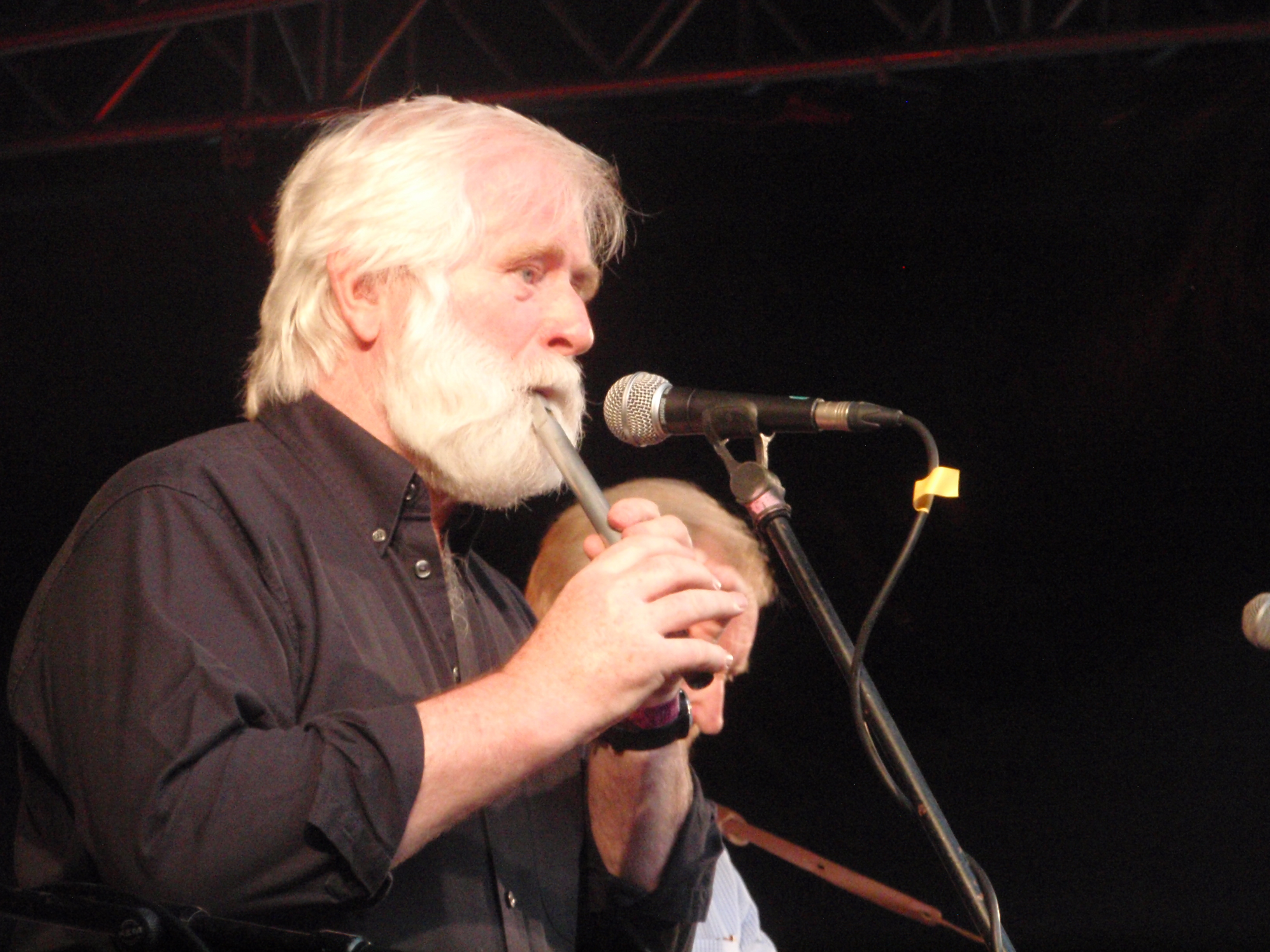
John Sheahan 2010 mit den Dubliners beim Festival Folk im Schlosshof